# Richard Wright (nhạc sĩ)
Richard William "Rick" Wright (sinh ngày 28 tháng 7 năm 1943, mất ngày 15 tháng 9 năm 2008) là nhạc công, nhạc sĩ người Anh. Ông là thành viên sáng lập, keyboard và ca sĩ của ban nhạc progressive rock nổi tiếng Pink Floyd, tham gia trình diễn trong tất cả các sản phẩm của họ trừ album The Final Cut, bao gồm những album xuất sắc như The Piper at the Gates of Dawn, The Dark Side of the Moon, Wish You Were Here và The Division Bell và tất cả các tour diễn của ban nhạc.
Sinh ra và lớn lên ở Hatch End, London, Wright gặp gỡ 2 thành viên tương lai của Floyd là Roger Waters và Nick Mason tại Trường Đại học Bách khoa Regent Street. Ban nhạc được thành lập vào năm 1967 bởi nghệ sĩ Syd Barrett, trước khi chính Barrett chia tay nhóm và được thay thế bởi David Gilmour, cùng với Wright phụ trách phần sáng tác bên cạnh Waters. Vốn ban đầu là ca sĩ và thành viên sáng tác, Wright dần chuyển vai trò sang hòa âm cho các sáng tác của Waters và Gilmour. Ông dần ít đóng góp hơn cho ban nhạc về khoảng cuối thập niên 1970, và quyết định chia tay nhóm sau tour diễn The Wall (1981). Ông tái hợp cùng Pink Floyd trong vai trò nghệ sĩ khách mời của album A Momentary Lapse of Reason (1987) và thành viên chính thức trong The Division Bell (1994). Những bản thu khác cùng Wright sau này được đưa vào album The Endless River (2014). Ngoài Pink Floyd, Wright cũng có 2 album solo trong đó có sản phẩm hợp tác Broken China cùng Anthony Moore, và sau đó là bộ đôi trình diễn có tên Zee. Sau khi cùng Pink Floyd tham gia chương trình từ thiện Live 8 vào năm 2005, ông trở thành thành viên đi tour solo của Gilmour, đôi lúc hát chính một số ca khúc như "Arnold Layne", cho tới tận khi qua đời vào tháng 9 năm 2008.
Không nổi bật như các thành viên khác của Pink Floyd như Barrett, Waters và Gilmour và được coi là thành viên trầm lắng nhất của ban nhạc, những đóng góp của Wright thường không gây được nhiều chú ý, song cái chết của ông lại giúp công chúng quan tâm và đánh giá đúng mực tài năng của ông. Những ảnh hưởng về jazz và ứng tác trong âm nhạc, cùng với những âm thanh keyboard của ông đã tạo nên âm thanh đặc trưng của Pink Floyd; ngoài ra, ông cũng là một trong những nghệ sĩ ảnh hưởng nhất của đàn Farfisa và Hammond organ cùng synthesizer Kurzweil. Wright cũng thường xuyên góp giọng trong ban nhạc, trong đó có một số ca khúc tiêu biểu mà ông lĩnh xướng như "Time", "Remember a Day" và "Wearing the Inside Out".